# 俄羅斯輪盤

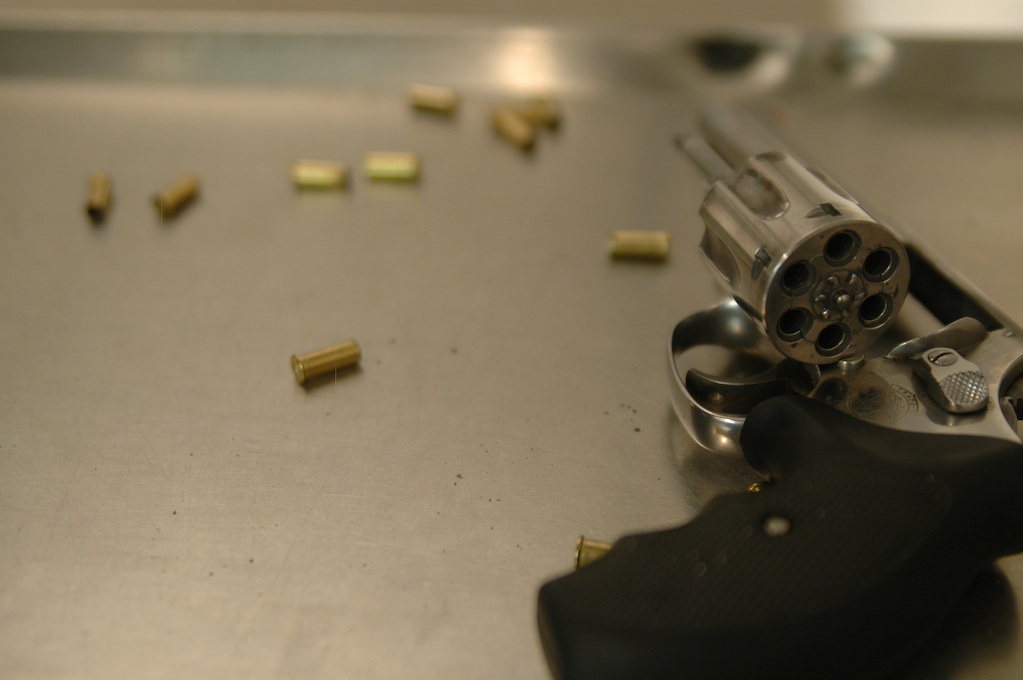
一把打開彈巢的左輪手槍

俄羅斯輪盤（羅馬化：Russkaya ruletka）是一種自殺式赌博遊戲或酷刑方式，相傳源於俄羅斯。參與者将一顆或多颗子彈塞入左輪手槍彈巢的膛室中（多数情况下，一把左轮手枪會有6个膛室，一次放一颗子彈，但也有例外），然後關上弹巢將其快速旋轉。在旋转停止后，參與者需要輪流將枪口對準自己的脑袋按下扳機，直至有人中槍、或不敢按下扳機為止。因其致命性，很多国家的法律明令禁止该游戏，参与者会被以谋杀罪起诉。

## 概述
从纯数学概率的角度来看，若一次放一颗子彈，因为枪中只有一颗子弹，膛室有N个（通常N＝6，但根据枪械型号不同会有变化），所以子弹被击发的概率是1/N。但是如果考虑到子弹重力的作用，润滑良好的弹仓停下来之后，子弹最可能位于下部——当然也和弹仓是否完全停下以及握枪的姿势有关。
傳說這種「遊戲」源自十九世紀的俄羅斯帝國，由監獄的獄卒強迫死刑犯進行，以作為賭博。亦有說這是源自決鬥的方法。也有說是俄國黑社会亡命之徒流行的遊戲，用作勇氣比賽之用。

## 流行文化
電影中曾出現不少俄羅斯輪盤遊戲的情節。
- 1978年由勞勃·狄尼洛主演的電影描述越戰中美軍戰俘被迫進行俄羅斯輪盤，最為人所熟悉。
- 1980年香港無線電視劇集《上海灘》內亦有許文強（周潤發飾）及馮敬堯（劉丹飾）最後以俄羅斯輪盤決鬥的場面。
- 2005年的法國黑白懸疑驚悚片《百萬殺人遊戲》（英语：13 Tzameti）及其在2010的英語彩色翻拍版本《玩命賭注13》（英语：13 (2010 film)）。
- 2012年謝霆鋒、劉青雲、楊冪、井柏然、廖啟智、吳剛所拍的電影《消失的子彈》內更有多次以俄羅斯輪盤進行鬥命的鏡頭。
- 2016年電影《湄公河行動》亦有童兵以俄羅斯輪盤當作賭注的片段。
- 2024年Netflix劇集《魷魚遊戲2》中主角成奇勳（李政宰飾）與西裝男（孔劉飾）玩俄羅斯輪盤逼使對方留下線索。